# گانتز: او
گانتز: او (به انگلیسی: GANTZ:O) یک فیلم پویانمایی بزرگسالان ژاپنی در ژانر علمی–تخیلی اکشن به کارگردانی یاسوشی کاوامورا و نویسندگی سوتومو کوروئیوا است که توسط دیجیتال فرانتیر تولید شده‌است. این فیلم با الهام از مجموعه مانگا ژاپنی گانتز، به طراحی و نویسندگی هیرویا اوکو ساخته شده‌است. گانتز: او توسط توهو در ۱۴ اکتبر ۲۰۱۶، و در کشور ژاپن به نمایش درآمد.

## داستان
کِی کورونو هنگام مبارزه با هیولاها و نجات دادن هم تیمی خود ریکا، به سختی مجروح می‌شود و پس از کشتن رهبر هیولاها قبل از بازگشت به اتاق گانتز می‌میرد. ریکا همراه با هم‌تیمی‌های بازمانده به پایگاه خود دورنوردی می‌کنند. در همین هنگام، ماسارو کاتو در ایستگاه مترو، هنگام دفاع دربرابر فردی چاقوکش جان می‌دهد و به اتاق گانتز منتقل می‌شود. به جز کاتو، افراد دیگری به نام‌های سوزوکی یوشیکازو، جوئیچیرو نیشی، یک مرد میانسال، یک نوجوان و یک مرد ناشناس و عصبانی در اتاق حضور داشتند. سوزوکی توضیح می‌دهد که همه آن‌ها هم مانند کاتو مرده‌اند و بعد در اتاق بیدار شده‌اند، و برای زنده ماندن و بازگشت به زندگی عادی خود باید با هیولاها و موجودات خطرناک مبارزه کنند. سپس گانتز آنها را به نقطه‌ای از اوساکا منتقل می‌کند تا مبارزه خود را شروع کنند…

## صداپیشگان
| شخصیت‌ها         | ژاپنی           | انگلیسی        |
| --------------- | --------------- | -------------- |
| ماسارو کاتو     | دایسوکه اونو    | کایجی تانگ     |
| آنزو یاماساکی   | مائو ایچیمیچی   | کریستینا وی    |
| جوئیچیرو نیشی   | توموهیرو کاکو   | کایل مک کارلی  |
| رِیکا شیموهیرا   | سائوری هایامی   | لورا پست       |
| یوشیکازو سوزوکی | شوایچی ایکدا    | تاد هابرکورن   |
| نوراریهیون      | ماسان تسوکایاما | جوسایا ویلز    |
| سوسومو کیمورا   | ماسایا اونوساکا | برایس پاپنبروک |
| تایرا سنپای     | کنجیرو تسودا    | تونی آزولینو   |
| تتسوئو هارا     | تروآکی اوگاوا   |                |
| کِی کورونو       | یوکی کاجی       | لوسین داج      |
| آیومو کاتو      | ریهیتو موریو    | آستین چیس      |
| هاچیرو اوکا     | کندو کوبایاشی   | داگ ارتهولتز   |
| جورج شیماکی     | ماساکی سومیتانی | استیو هایزر    |
| نوبوئو مورویا   | ماکوتو ایزوبوچی | کیث سیلورستاین |
| توپ گانتز       | سافت‌تاک         | شرمی لی        |